# Phytodietus solicitanae
Phytodietus solicitanae är en stekelart som beskrevs av Loan 1981. Phytodietus solicitanae ingår i släktet Phytodietus och familjen brokparasitsteklar. Inga underarter finns listade i Catalogue of Life.